# Kim Nilsson
Kim Nilsson, född 1988, är en svensk innebandyspelare. 
Nilssons moderklubb tillika nuvarande klubb är FBC Kalmarsund. Säsongen 2006/2007 slog han rekordet för flest antal mål och poäng i division 1, med 90 poäng. Efter säsongen gick de upp i Svenska Superligan, även om laget följande år slutade sist i serien och åkte ur, vartefter Nilsson värvades av AIK. Kim Nilsson tog sitt första VM-guld 2012. Han blev i finalen utsedd till matchens lirare och även till turneringens värdefullaste spelare.
Den 27 februari 2014 blev det officiellt att AIK skulle låna ut Nilsson under två år till den schweiziska klubben Grasshoppers. Enligt det avtal han skrev på skulle han efter åren i Schweiz återvända till AIK och spela klart resten av sin karriär i Stockholmslaget. Han spelade i Schweiz från och med säsongen 2014/2015. Vid en presskonferens den 6 maj 2016 blev det klart efter en lång tid av rykten att Nilsson återvände till FBC Kalmarsund för rekordsumman 1,4 miljoner kr.

## Rekord
- Flest poäng i svenska landslagströjan: 223

- Flest mål i svenska landslagströjan: 138

- Tredje flest assist i svenska landslagströjan: 85

- Flest mål i VM-sammanhang: 58 (delat med Willy Fauskanger)

- Fjärde flest poäng i VM-sammanhang: 85

- Näst flest VM-finalmål: 5